# 森斯威特 (喬治亞州)
森斯威特（英語：Sunsweet）是位於美國喬治亞州蒂夫特縣的一個非建制地區。該地的面積和人口皆未知。

## 地理
森斯威特的座標為31°34′10″N 83°33′57″W / 31.56944°N 83.56583°W，而該地的平均海拔高度為119米（即390英尺）。